# هوندا ایرویو
هوندا ایرویو (به انگلیسی: Honda Airwave) خودرویی است که از سال ۲۰۰۵ تاکنون توسط شرکت خودروسازی ژاپنی هوندا تولید شده‌است.
این خودرو در کلاس کامپکت کوچک قرار گرفته و طراحی آن محور جلو، چهار چرخ محرک است.